# Chaparābād
Chaparābād (persiska: چپر آباد) är en ort i Iran.   Den ligger i provinsen Västazarbaijan, i den nordvästra delen av landet, 600 km väster om huvudstaden Teheran. Chaparābād ligger 1 461 meter över havet och antalet invånare är 229.
Terrängen runt Chaparābād är kuperad åt sydväst, men åt nordost är den platt.Runt Chaparābād är det ganska tätbefolkat, med 86 invånare per kvadratkilometer. Närmaste större samhälle är Oshnavīyeh, 8,6 km norr om Chaparābād. Trakten runt Chaparābād består till största delen av jordbruksmark.